# Ustawa o ochronie zdrowia psychicznego
Ustawa z dnia 19 sierpnia 1994 r. o ochronie zdrowia psychicznego – ustawa z zakresu prawa medycznego podpisana przez prezydenta Lecha Wałęsę w 1994 roku. Zawiera przepisy o postępowaniu wobec osoby z zaburzeniami psychicznymi oraz środkach ochrony jej praw i godności.

## Zakres ustawy
Ustawa określa, czym jest ochrona zdrowia psychicznego, a także kto i na jakich zasadach udziela tej ochrony. Określa ona również zasady przyjęcia do szpitala psychiatrycznego, szczegółowo regulując zasady stosowania przymusu bezpośredniego, jak również zasady przyjmowania pacjenta psychiatrycznego na oddział bez jego zgody.
Ustawa dotyczy również wypisywania pacjentów z oddziału, korzystania z domu pomocy społecznej, postępowania przed sądem rodzinnym, jak również zasad zachowania w tajemnicy informacji zdobytych przez personel w toku leczenia pacjenta.
W preambule ustawy uznano, że: „zdrowie psychiczne jest fundamentalnym dobrem osobistym człowieka, a ochrona praw osób z zaburzeniami psychicznymi należy do obowiązków państwa”.
Według ustawy ochronę zdrowia psychicznego zapewniają organy administracji rządowej (minister zdrowia) i samorządowej oraz powołane instytucje (art. 1). Ustawa zapewnia prawo udziału w działaniach na rzecz ochrony zdrowia psychicznego organizacjom pozarządowym, grupom samopomocy pacjentów i ich rodzin. Zakres ochrony zdrowia psychicznego obejmuje:
- profilaktykę i zapobieganie
- leczenie osób z zaburzeniami psychicznymi i ich wsparcie w naturalnej rodzinie i otoczeniu społecznym
- kampanie społeczne uczące zrozumienia i życzliwości dla osób z zaburzeniami psychicznymi

Zadania są planowane w Narodowym Programie Ochrony Zdrowia Psychicznego. 

## Osoba z zaburzeniami psychicznymi
Ustawa definiuje osobę z zaburzeniami psychicznymi jako (przynajmniej jeden z trzech przypadków):
- wykazującą zaburzenia psychotyczne lub
- upośledzenie umysłowe lub
- inne zakłócenia czynności psychicznych według aktualnych ustaleń medycyny, jeśli osoba wymaga z tego powodu leczenia lub innego wsparcia.

## Organy i instytucje
W celu monitorowania działań, opiniowania nowych rozwiązań i inicjowania badań oraz wdrożeń ustawa powołuje Radę do spraw Zdrowia Psychicznego. Samorząd województwa zapewnia według potrzeb opiekę psychiatryczną, natomiast powiaty zapewniają usługi dla osób z zaburzeniami psychicznymi w domach pomocy społecznej. Dla dzieci i młodzieży z upośledzeniem umysłowym ustawa gwarantuje naukę i zajęcia rewalidacyjno-wychowawcze w szkołach, różnych placówkach i ośrodkach, w domu pomocy społecznej oraz w domu. Organy pomocy społecznej organizują na obszarze swojego działania oparcie społeczne (utrzymanie zdolności do samodzielnego życia, pomoc rodziny i organizacji, wsparcie materialne) dla osób z zaburzeniami psychicznymi (art. 8). Jako pomoc mieszkaniowa ustawa wskazuje środowiskowe domy samopomocy, które są prowadzone przez gminę jako zadanie zlecone. Osoba chora psychicznie oraz upośledzona umysłowo otrzymuje bez opłat potrzebne produkty lecznicze i wyroby medyczne.  

## Ochrona praw pacjenta
Pacjent szpitala psychiatrycznego ma prawo do pomocy w ochronie swoich praw. Ustawa powołuje Rzecznika Praw Pacjenta Szpitala Psychiatrycznego, który ma chronić prawa pacjenta w sprawach związanych z przyjęciem, leczeniem, warunkami pobytu i wypisaniem ze szpitala. 
Rzecznik ma prawo:
- wstępu do pomieszczeń szpitala związanych z leczeniem
- wnioskować do personelu medycznego, dyrektora szpitala lub podmiotu odpowiedzialnego za szpital o usunięcie przyczyn skargi lub naruszeń
- wglądu w dokumentację medyczną za zgodą pacjenta, przedstawiciela ustawowego, opiekuna prawnego lub faktycznego
- kontaktu z pacjentem (przedstawicielem ustawowym, opiekunem prawnym lub faktycznym) bez udziału innych osób.

Rzecznicy Praw Pacjenta Szpitala Psychiatrycznego są pracownikami Biura Rzecznika Praw Pacjenta.
Art. 12 ustawy mówi, że „przy wyborze rodzaju i metod leczenia bierze się pod uwagę nie tylko cele zdrowotne, ale także interesy oraz inne dobra osobiste osoby z zaburzeniami psychicznymi i dąży do osiągnięcia poprawy stanu zdrowia w sposób najmniej dla tej osoby uciążliwy”. Osoba z zaburzeniami psychicznymi w szpitalu korzysta ze swobody kontaktu z rodziną i innymi osobami. Korespondencja takiej osoby nie podlega kontroli. Pacjent szpitala może, za zgodą ordynatora, okresowo przebywać poza szpitalem, jeśli nie zagraża to jej lub innym osobom. Rehabilitacja w szpitalu psychiatrycznym lub domu pomocy społecznej nie może być podporządkowana celom gospodarczym. 
W razie stwierdzenia, że dobro osoby chorej psychicznie lub upośledzonej umysłowo wymaga jej ubezwłasnowolnienia, dyrektor szpitala zawiadamia o tym prokuratora (art. 16).

## Przymus bezpośredni
Ustawa definiuje przymus bezpośredni jako zastosowanie przynajmniej jednej z następujących czynności: 
- przytrzymanie,
- przymusowe zastosowanie leków,
- unieruchomienie pasami, uchwytami, prześcieradłami, kaftanem bezpieczeństwa lub innymi urządzeniami
- izolację.

Przymus bezpośredni wobec osób z zaburzeniami psychicznymi wolno stosować tylko, gdy (art. 18):
- ustawa do tego upoważnia
- osoba dopuszcza się zamachu przeciw zdrowiu lub życiu swojemu lub innej osoby albo przeciw bezpieczeństwu powszechnemu
- osoba gwałtownie niszczy lub uszkadza przedmioty w otoczeniu
- poważnie zakłóca działanie szpitala lub domu pomocy społecznej.

O zastosowaniu przymusu bezpośredniego decyduje lekarz, który określa rodzaj zastosowanego środka przymusu oraz osobiście nadzoruje jego wykonanie. Jeżeli nie jest możliwe uzyskanie natychmiastowej decyzji lekarza, decyduje i nadzoruje pielęgniarka lub kierujący akcją ratowniczą. Każde użycie przymusu bezpośredniego odnotowuje się w dokumentacji medycznej. Przed zastosowaniem przymusu należy uprzedzić daną osobę. 
Osoba, której zachowanie wskazuje na to, że z powodu zaburzeń psychicznych może zagrażać bezpośrednio własnemu życiu albo życiu lub zdrowiu innych osób, bądź nie jest zdolna do zaspokajania podstawowych potrzeb życiowych, może być poddana badaniu psychiatrycznemu również bez jej zgody z zastosowaniem, jeśli niezbędne, przymusu bezpośredniego (art. 21).

## Przyjęcie, leczenie i wypisanie ze szpitala psychiatrycznego
Przyjęcie do szpitala psychiatrycznego odbywa się za pisemną zgodą danej osoby lub za zgodą sądu opiekuńczego, jeśli osoba jest niezdolna do wyrażenia zgody. W przypadkach nagłych procedura jest uproszczona. 
Osoba może być przyjęta do szpitala bez jej zgody, jeśli jej dotychczasowe zachowanie wskazuje na to, że z powodu choroby zagraża bezpośrednio własnemu życiu albo życiu lub zdrowiu innych osób (art. 23).
Jeśli zachodzą wątpliwości, czy dana osoba ma zaburzenia psychiczne możliwe jest jej przyjęcie do szpitala bez jej zgody na okres do 10 dni. Sąd opiekuńczy wszczyna postępowanie (na podstawie zawiadomienia szpitala oraz na wniosek) w przedmiocie istnienia lub braku podstaw do przyjęcia osoby do szpitala bez jej zgody. 
Do szpitala psychiatrycznego może być również przyjęta, bez jej zgody, osoba chora psychicznie:
- jeśli jej zachowanie wskazuje, że poza szpitalem stan jej zdrowia psychicznego się pogorszy lub
- jeśli jest niezdolna do samodzielnego zaspokajania podstawowych potrzeb życiowych i zasadne jest przewidywać, że pobyt w szpitalu przyniesie poprawę jej stanu zdrowia.

Ustawa dozwala leczenie przymusowe osoby przyjętej bez zgody w celu usunięcia zaburzenia, które spowodowało przyjęcie do szpitala. Lekarz ma obowiązek w takim przypadku informowania pacjenta o planowanym postępowaniu. Leczenie o podwyższonym ryzyku wymaga jednak zawsze zgody pacjenta lub jego przedstawiciela ustawowego.  
O wypisaniu ze szpitala osoby leczonej bez zgody decyduje ordynator, jeśli uzna, że ustały przyczyny przyjęcia. Osoba leczona dobrowolnie w szpitalu może złożyć wniosek o nakaz wypisania jej w dowolnej formie (art. 36 ust. 1 ustawy). 
Żądanie wypisania może złożyć do ordynatora lub lekarza prowadzącego osoba leczona bez swojej zgody, jej przedstawiciel ustawowy, małżonek, krewni w linii prostej oraz faktyczny opiekun (art. 36 ust. 2 ustawy). 
W razie odmowy nakazania wypisania ze szpitala możliwe jest odwołanie do sądu opiekuńczego w ciągu 7 dni od podjęcia decyzji o odmowie wypisania ze szpitala psychiatrycznego (art. 36 ust. 3 ustawy o ochronie zdrowia psychicznego).

## Przyjęcie do domu pomocy społecznej
Do domu pomocy społecznej (skrót: DPS) z własnej woli lub za zgodą przedstawiciela ustawowego przyjęta może być osoba, która łącznie spełnia poniższe warunki:
- jest chora psychicznie lub upośledzona umysłowo
- nie jest zdolna do zaspokajania podstawowych potrzeb życiowych
- nie ma możliwości korzystania z opieki innych osób
- potrzebuje stałej opieki i pielęgnacji
- nie wymaga leczenia szpitalnego.

O przymusowe przyjęcie do DPS wnioskuje do sądu miejscowy organ pomocy społecznej lub kierownik szpitala psychiatrycznego, jeśli według wnioskującego brak opieki zagraża życiu takiej osoby. Jeśli osoba nie jest zdolna do wyrażenia zgody na przyjęcie do DPS, wówczas o przyjęciu postanawia sąd a wykonanie tej decyzji leży w gestii starosty miejsca zamieszkania osoby. Możliwe jest przymusowe doprowadzenie przez policję i stosowanie przymusu bezpośredniego w celu zatrzymania w DPS. O zmianę decyzji sądu może wnioskować: osoba umieszczona w DPS, małżonek, przedstawiciel ustawowy, rodzeństwo, krewni w linii prostej, opiekun faktyczny oraz kierownik DPS.

## Postępowanie przed sądem opiekuńczym
W postępowaniu przed sądem opiekuńczym stosuje się przepisy kodeksu postępowania cywilnego o postępowaniu nieprocesowym. Sędzia może o każdej porze kontrolować szpital psychiatryczny i DPS  pod względem legalności pobytu osób z zaburzeniami oraz przestrzegania ich praw i oceny warunków pobytu. 
Na wniosek osoby leczonej w szpitalu psychiatrycznym lub przebywającej w DPS sąd ustanawia i określa uprawnienia kuratora dla tej osoby do prowadzenia jej spraw. Sąd może także ustanowić kuratora z urzędu (bez wniosku).  
W sprawach o przyjęcie do szpitala psychiatrycznego lub DPS oraz o nakazanie wypisania ze szpitala – sąd orzeka po przeprowadzeniu rozprawy. Rozprawa może odbyć się w szpitalu. W sprawie o przyjęcie lub wypisanie uczestnikiem postępowania jest z mocy prawa osoba, której sprawa dotyczy oraz jej przedstawiciel ustawowy. Sąd przed wydaniem postanowienia jest zobowiązany zasięgnąć opinii biegłego lekarza psychiatry. Na rozprawę, badanie biegłego lub przyjęcie do szpitala można zastosować przymusowe doprowadzenie z asystą medyczną. Sąd może ustanowić dla osoby, której postępowanie dotyczy, adwokata z urzędu. Pisma procesowe odwoławcze wnoszone przez osobę z zaburzeniami psychicznymi we własnej sprawie nie muszą spełniać wymogów formalnych określonych dla apelacji w kodeksie postępowania cywilnego. 
Ustawa wprowadza zasadę zachowania tajemnicy w postępowaniu z osobą z zaburzeniami psychicznymi. W dokumentacji medycznej nie zapisuje się oświadczeń pacjenta, jeśli przyznaje się do popełnienia czynu zabronionego pod groźbą kary. Zakazane jest przesłuchiwanie osoby zobowiązanej do zachowania tajemnicy jako świadka na okoliczność istnienia wypowiedzi osoby z zaburzeniami psychicznymi, że popełniła czyn zabroniony pod groźbą kary.